# فوارس
فوارس روستای کوچکی از توابع بخش کوشکنار شهرستان پارسیان در استان هرمزگان واقع در جنوب ایران. این روستا در ۴ کیلومتری مغرب سروباش واقع شده‌است.

## محدوده فوارس
از شمال سهوه، از جنوب کوه، از مغرب اکابر، و از سمت مشرق به سروباش محدود می‌گردد.

## جمعیت
دارای ۴۶ خانوار و ۱۹۸ نفر جمعیت می‌باشد. (آماریجدید). ساکنان این روستا از نژاد عرب و از اهل سنت و از پیروان مذاهب: شافعی هستند.
دارای مسجد، مدرسه دبستان و راهنمای وزمین فوتبال، خانه بهداشت و آب‌انبار (برکه) می‌باشند.

## آثار
در روستا حدود ۱۲ خانه قدیمی وجود دارد که از سنگ و کاهگل ساخته شده‌است، و تاریخش به دها سال پیش بر می‌گرددو۳۴ خانه نو که از سیمان وبلوک واجر و تعدادی نیز به سبک مقاوم‌سازی زلزله که شامل تمام مدارس ومساجداین روستامی‌باشد. ضمناً طرح هادی این روستا از ابتدای سال ۸۶ اجرا خواهد شد

## پیشه
مردم این روستا به کشاورزی و دامداری اشتغال دارند، به اضافه صید ماهی در سابق استخراج مروارید
از دریا پیشهٔ دیرینه مردم فوارس بوده‌است و مردم این روستا به «تجار اللـُؤلـُؤ» (بازرگانان مروارید) معروف بوده‌اند، همچنین پرورش و نگهداری پرندگان شکاری مانند: شاهین و باز از جمله کارهای مورد توجه مردم پیشین روستا بوده‌است.
تعداد ۴۰۰ اصله نخل دیم در روستا وجود دارد. (آماری قدیمی)